# Edmund Langley
Edmund Langley KG (ur. 5 czerwca 1341 w Kings Langley w hrabstwie Hertfordshire, zm. 1 sierpnia 1402 tamże) – angielski książę z dynastii Plantagenetów, protoplasta gałązki Yorków, młodszy syn króla Anglii Edwarda III i Filipy de Hainault, córki Wilhelma I, hrabiego Hainaut. Młodszy brat Edwarda, księcia Walii, Lionela, księcia Clarence, i Jana, księcia Lancaster. Starszy brat Tomasza, księcia Gloucester. Stryj królów Ryszarda II i Henryka IV.
Książę Edmund brał udział w kampanii we Francji w latach 1359–1360. W kwietniu 1361 r. otrzymał Order Podwiązki. 13 listopada 1362 r. otrzymał tytuł hrabiego Cambridge. W latach 1369–1371 i ponownie od sierpnia 1372 do września 1375 r. walczył we Francji. Podczas tej drugiej kampanii był jednym z dowódców wojsk angielskich w Bretanii. 12 czerwca 1376 r. został lordem strażnikiem Pięciu Portów i konstablem zamku Dover. Urząd ten sprawował do 1 lutego 1381 r. 30 czerwca 1377 r. został królewskim komisarzem odpowiedzialnym za obronę wybrzeża hrabstwa Kent przed napadami Francuzów. W 1378 r. brał udział w ekspedycji na Saint-Malo. W 1381 r. posłował do Czech w sprawie małżeństwa króla Ryszarda z Anną Luksemburską.
W 1381 r. objął dowodzenie nad wyprawą do Portugalii, ale w toczonych tam do 1382 r. walkach nie odniósł sukcesów. Po powrocie towarzyszył Ryszardowi II w wyprawie na Szkocję. 6 sierpnia 1385 r. otrzymał tytuł księcia Yorku. 19 listopada 1386 r. został członkiem Rady Regencyjnej. W latach 1393–1394 negocjował z Francją traktat pokojowy. W 1396 r. został ponownie lordem strażnikiem Pięciu Portów i był nim do 1398 r. Od 20 marca do sierpnia 1399 r. był stewardem Anglii. W 1399 r. ponownie został regentem Anglii, kiedy na Wyspach wylądował zbuntowany przeciw królowi książę Lancaster. Edmund próbował bronić sprawy królewskiej, ale 27 lipca 1399 r. opowiedział się po stronie Lancastera. Kiedy Lancaster został królem Henrykiem IV powołał Yorka do Tajnej Rady.
Między 1 marca a 30 kwietnia 1372 r. w Hertford Castle Edmund poślubił Izabelę Kastylijską (ok. 1355–23 grudnia 1392), córkę króla Kastylii Piotra I Okrutnego i Marii de Padilla, córki Juana Garcíi de Padilla, 1. seniora de Villagera. Izabela była szwagierką Jana z Gandawy, brata Edmunda. Edmund i Izabela mieli razem dwóch synów i córkę:
- Edward Norwich (1373–25 października 1415), 2. książę Yorku
- Konstancja York (ok. 1374–29 listopada 1416), żona Thomasa le Despensera, 1. hrabiego Gloucester, miała dzieci
- Ryszard Conisburgh (wrzesień 1375–5 sierpnia 1415), 3. hrabia Cambridge

Ok. 4 listopada 1393 r. poślubił Joan Holland (ok. 1380–12 kwietnia 1434), córkę Thomasa Hollanda, 2. hrabiego Kentu, i Alice FitzAlan, córki 10. hrabiego Arundel. Małżonkowie nie mieli razem dzieci.
Edmund Langley zmarł w 1402 r. w miejscu swojego urodzenia. Został pochowany w tamtejszym kościele dominikanów. Był człowiekiem, który nie interesował się polityką i często pozostawał w cieniu swoich ambitniejszych braci, Lancastera i Gloucestera. Prawnuk Edmunda w linii prostej, Edward IV York, zasiadł w 1461 r. na tronie Anglii.